# SJG St. Paulus
Die SJG St. Paulus GmbH (vormals Kath. St.-Johannes-Gesellschaft gGmbH) ist eine Trägergesellschaft von Kranken- und Pflegeeinrichtungen. Sie wurde am 1. Januar 1998 gegründet.

## Geschichte
Die Trägergesellschaft SJG St. Paulus GmbH besteht seit 1998. Sie ist aus dem 1851 in Dortmund durch die Propsteigemeinde gegründete St.-Johannes-Hospital hervorgegangen. Gegen Ende der 1990er Jahre kamen das St.-Elisabeth-Krankenhaus Kurl und das Marien Hospital Hombruch hinzu. Die St. Marien-Hospital Hamm gGmbH wurde 2011 mit ihren Einrichtungen als 100-prozentige Tochtergesellschaft integriert.

## Einrichtungen

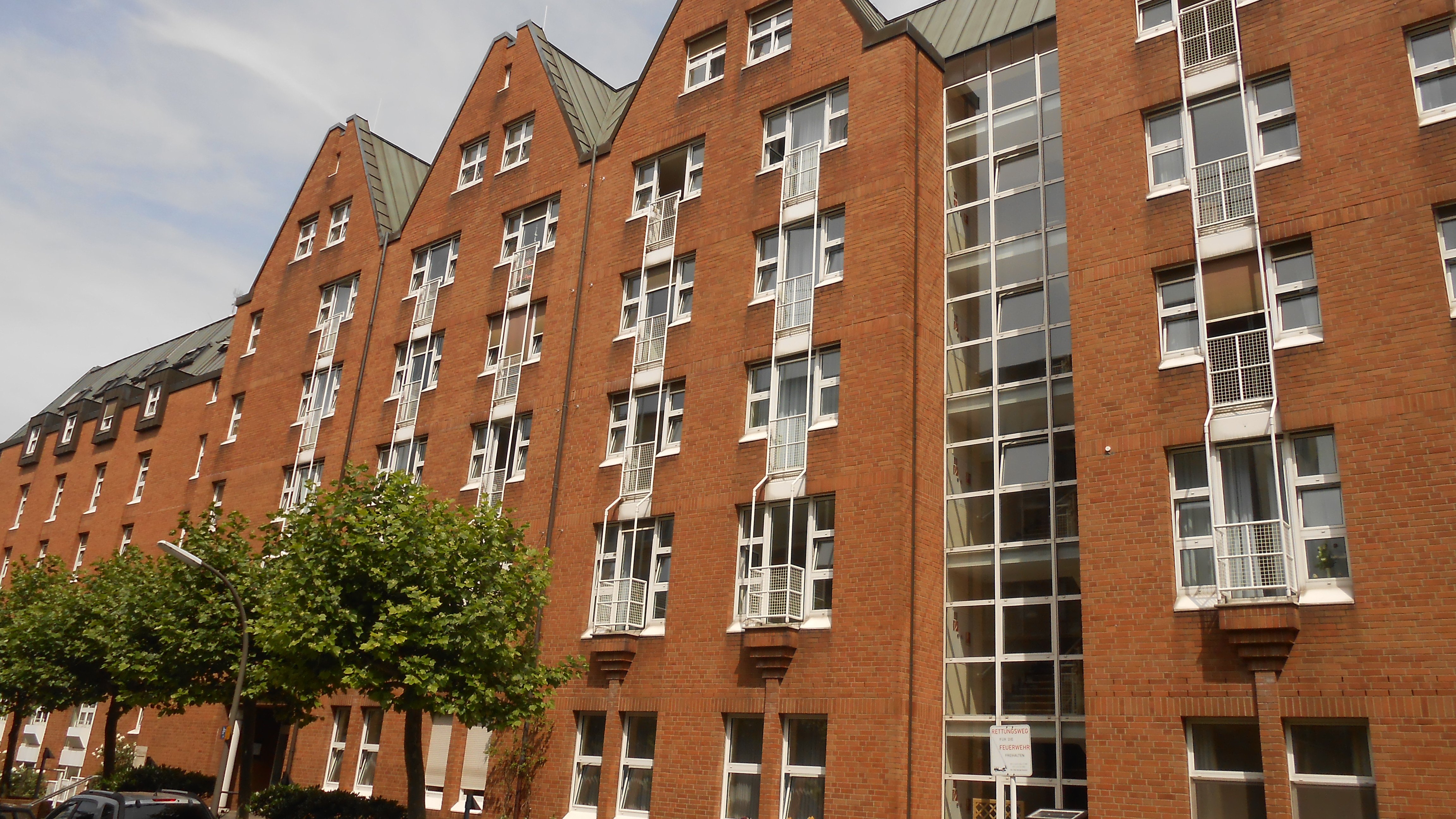
Das Christinenstift-Pflegeheim in der Dortmunder Innenstadt

Der Gesellschaft gehören 9 Einrichtungen an 12 Standorten an.
- St.-Johannes-Hospital Dortmund
- Ambulantes OP-Zentrum
- Marien Hospital Dortmund-Hombruch
- St.-Elisabeth-Krankenhaus Dortmund-Kurl
- St.-Elisabeth-Altenpflege
- Christinenstift
- St. Josefinenstift
- Jugendhilfe St. Elisabeth
- St. Marien-Hospital Hamm